# Chloris Melvilliana
Chloris Melvilliana (abreviado Chlor. Melvill.) es un libro con ilustraciones y descripciones botánicas que fue escrito por Robert Brown y publicado en 1823 con el nombre de Chloris Melvilliana. A list of plants collected in Melville Island, by the officers of the expedition: with characters and descriptions of the new species.